# Pterodon abruptus
Pterodon abruptus är en ärtväxtart som först beskrevs av Stefano Moricand, och fick sitt nu gällande namn av George Bentham. Pterodon abruptus ingår i släktet Pterodon och familjen ärtväxter. Inga underarter finns listade i Catalogue of Life.